# فرنسيس بابيت
فرنسيس بابيت هو سياسي أمريكي، ولد في 22 ديسمبر 1843 في تونتون في الولايات المتحدة، وتوفي بنفس المكان في 22 أغسطس 1917. انتخب عضو مجلس نواب ماساتشوستس ‏.